# Даниил Зъхненски
Даниил (на гръцки: Δανιήλ) е гръцки духовник, епископ на Вселенската патриаршия.

## Биография
Около 1774 година е ръкоположен за титулярен епископ на Зъхна и назначен за викарен епископ вероятно на Драмската митрополия. От 1780 година е в Букурещ като викарен епископ на Угровлашката митрополията. Умира около 1805 година.